# Rubus dolichophyllus
Rubus dolichophyllus är en rosväxtart som beskrevs av Hand.-mazz.. Rubus dolichophyllus ingår i släktet rubusar, och familjen rosväxter. Utöver nominatformen finns också underarten R. d. pubescens.